# پول ترولسن
پول ترولسن (انگلیسی: Pål Trulsen؛ زادهٔ ۱۹ آوریل ۱۹۶۲) ورزشکار کرلینگ اهل نروژ بود.